# Saint-Pierre (Italië)
Saint-Pierre is een gemeente in de Italiaanse regio Aostadal en telt 2785 inwoners (31-12-2004). De oppervlakte bedraagt 26,3 km², de bevolkingsdichtheid is 106 inwoners per km².

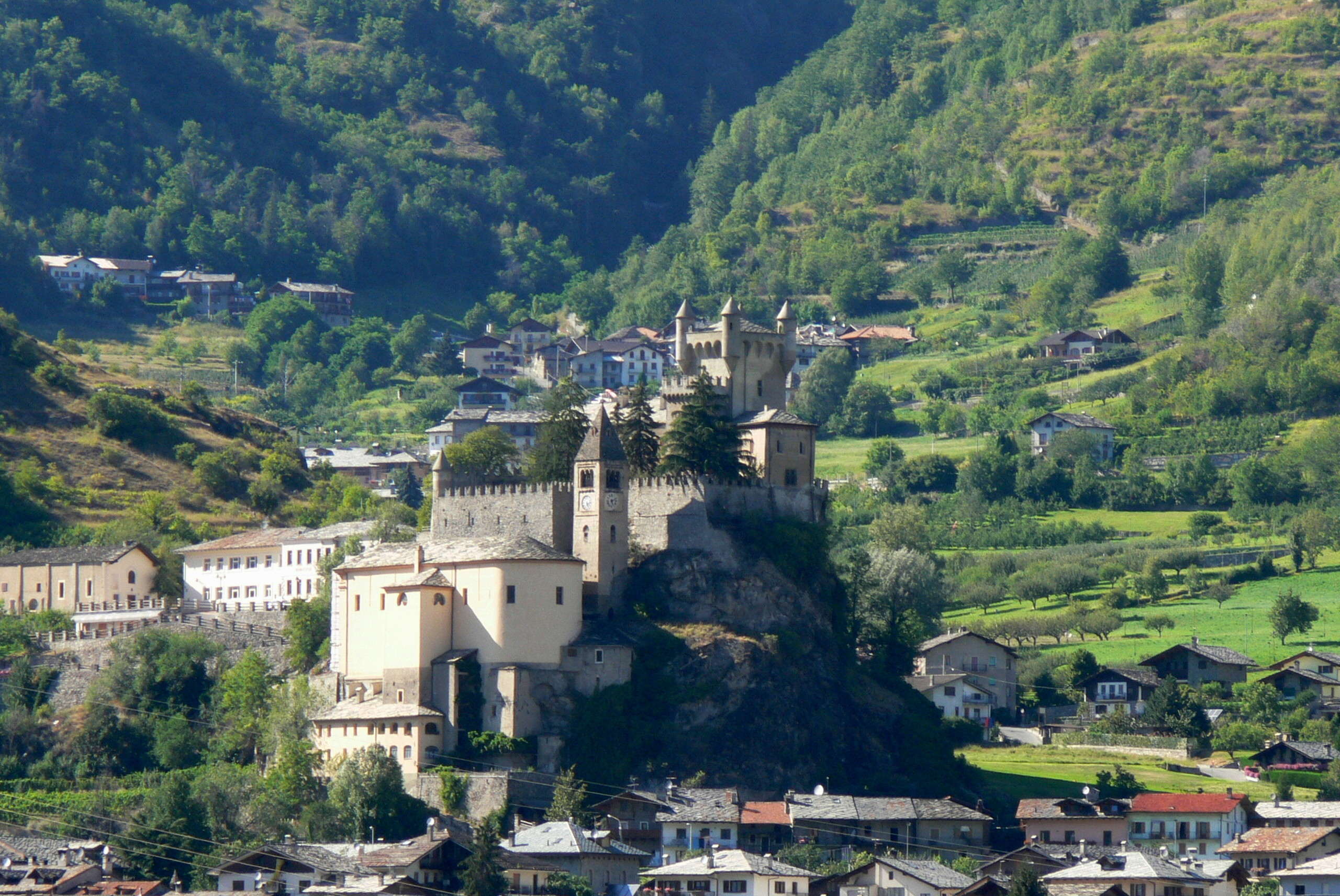
Saint-Pierre
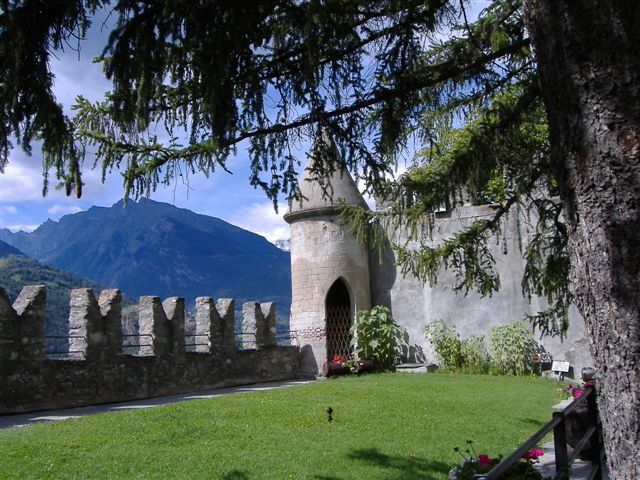
Kasteel Saint-Pierre
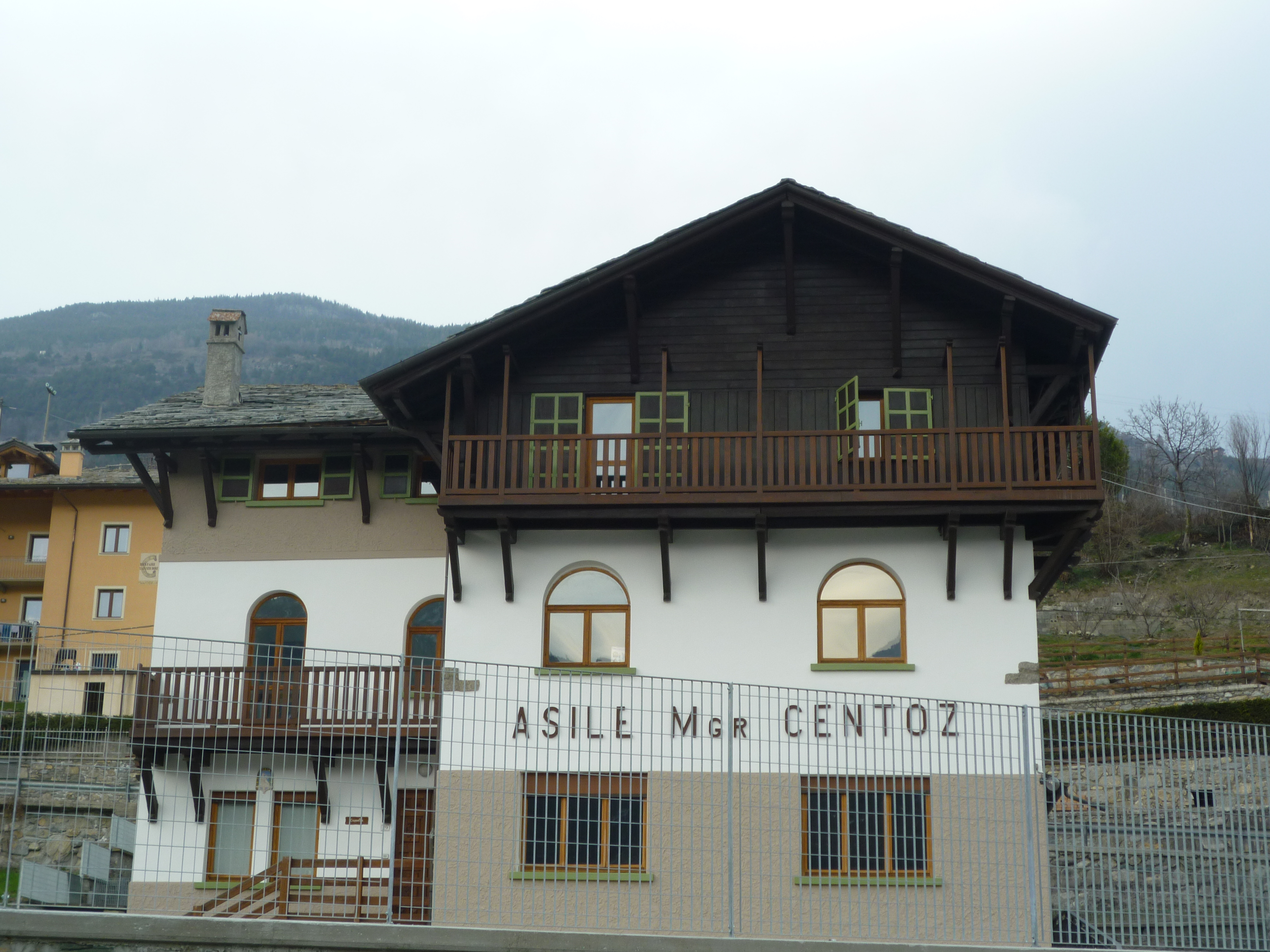
Bibliotheek
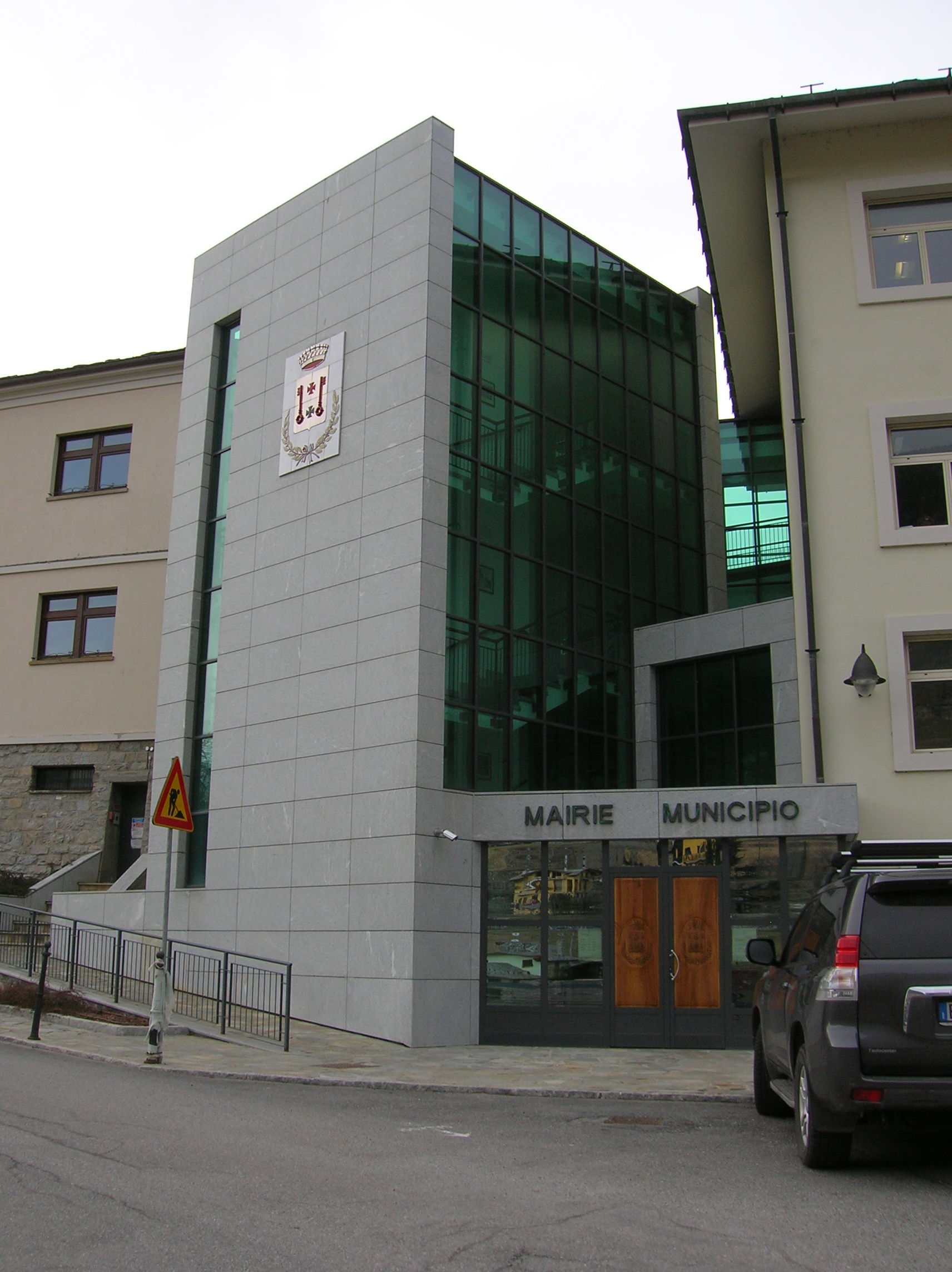
Gemeentehuis

## Demografie
Saint-Pierre telt ongeveer 1222 huishoudens. Het aantal inwoners steeg in de periode 1991-2001 met 18,9% volgens cijfers uit de tienjaarlijkse volkstellingen van ISTAT.
| Jaar | Inwoneraantal |
| ---- | ------------- |
| 1991 | 2199          |
| 2001 | 2615          |

## Geografie
De gemeente ligt op ongeveer 731 m boven zeeniveau.
Saint-Pierre grenst aan de volgende gemeenten: Avise, Aymavilles, Gignod, Saint-Nicolas, Saint-Rhémy-en-Bosses, Sarre (Aostadal), Villeneuve.